# Józef Dąbrowski (kapitan)
Józef Dąbrowski (ur. 2 listopada 1891 w Wilnie, zm. 25 maja 1920 pod Chotajewiczami) – oficer armii rosyjskiej i Wojska Polskiego w II Rzeczypospolitej, kawaler Orderu Virtuti Militari.

## Życiorys

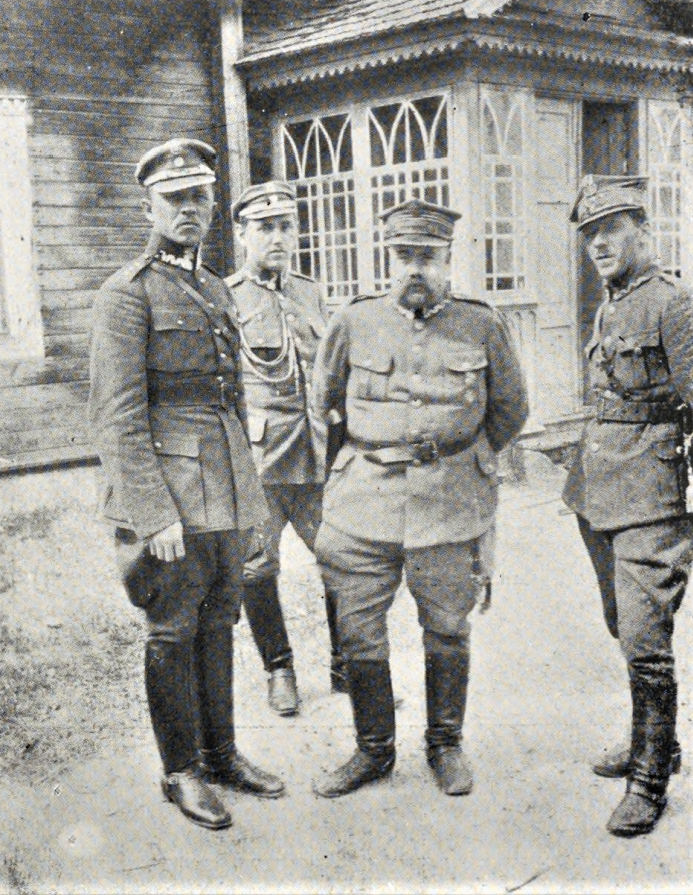
Kpt. Józef Dąbrowski, mjr. Stanisław Bobiatyński, kpt. Bronisław Balcewicz i ppor. Mackiewicz w Leplu

Urodził się w Wilnie w rodzinie Konstantego i Anny z Borejków. Absolwent miejskiej szkoły realnej w Wilnie i Wileńskiej Szkoły Wojskowej. W 1911 mianowany podporucznikiem i skierowany do rosyjskiego 108 pułku piechoty. Walczył na froncie rosyjsko-niemieckim w Prusach Wschodnich. W latach 1915–1918 przebywał w niewoli niemieckiej.
W grudniu 1918 wstąpił do odrodzonego Wojska Polskiego z przydziałem do II batalionu Wileńskiego pułku piechoty. W lutym 1919 wyznaczony na stanowisko dowódcy 7 kompanii tegoż pułku, a w czerwcu na komendanta pułkowej szkoły podoficerskiej. W listopadzie 1919 czasowo objął dowództwo II batalionu i podczas zdobywania Lepla, dowodząc jedną z atakujących kolumn, obszedł nieprzyjaciela od południa i zaatakował go. Energiczne, dzielne i nadzwyczaj odważne kierowanie oddziałem w znacznym stopniu przyczyniło się do odniesienia zwycięstwa i zdobycia miasta. Za czyn ten odznaczony został Krzyżem Srebrnym Orderu „Virtuti Militari”. W styczniu 1920 wyznaczony na stanowisko dowódcy 2 kompanii 85 pułku piechoty, a w maju tego roku objął dowodzenie III batalionem mińskiego pułku strzelców. Zginął w walce pod Chotajewiczami. Spoczywa na cmentarzu w Wilnie.

## Ordery i odznaczenia
- Krzyż Srebrny Orderu Virtuti Militari (nr 4916)[2]
- Krzyż Walecznych (dwukrotnie)[2]